# Парламентарни избори в България (1971)
Парламентарните избори се провеждат на 27 юни 1971 г. в Народна република България и са за VI народно събрание.

## Обща информация
Това са първите избори след приемането на Живковската конституция. Отечественият фронт е единствената организация, която участва в изборите и всички кандидатски листи трябва да бъдат одобрени от Фронта. Избирателите имат възможността да гласуват само за или против листата на Фронта. Само 0,02% от гласовете са подадени против Фронта. Съобщава се, че избирателната активност е 99,8%. От всички депутати 268 души са от Българска комунистическа партия, 100 от Български земеделски народен съюз, 19 от ДКМС и 13 са безпартийни.

## Резултати
| Партия                    | Гласове   | %     | Места |
| ------------------------- | --------- | ----- | ----- |
| Отечествен фронт          | 6 154 082 | 99,98 | 400   |
| Против                    | 1 487     | 0,02  | –     |
| Невалидни/празни бюлетини | 4 373     | –     | –     |
| Общо                      | 6 159 942 | 100   | 400   |
| Източник: Nohlen & Stöver |           |       |       |